# Gnephosis angianthoides
Gnephosis angianthoides là một loài thực vật có hoa trong họ Cúc. Loài này được (Steetz) Anderb. mô tả khoa học đầu tiên năm 1991.